# 北濱晴子
北濱晴子（1938年7月1日—2023年11月2日）是日本的女性聲優，東京府出身（現東京都）。所屬青二Production。本名是鹽谷晴子（しおのや はるこ）。

## 人物
TBS放送劇團，經歷過大澤事務所現在是青二Production所屬。洋溢著充滿母性的母親角色、英雄物作品的冷酷無情的女性幹部、極端在與不同的兩個角色非常有名。代表作是「神仙俏女巫」的珊曼莎・史蒂芬斯（伊麗莎白·蒙哥馬利）。
前夫是配音員柴田秀勝在「聲優辭典・第一版」有刊載過，不過這個其實是錯的。

## 演出作品

### 電視動畫
1963年
- 鐵人28號（艾斯可）

1965年
- 小鬼Q太郎（第1作）（媽媽）
- 新林大帝 前進吧！李奧（萊雅）

1966年
- 小松君（第1作）（1966年）（一松、百百松）

1967年
- 小孩子怪獸亞達蒙（媽媽）

1968年
- 佐助（縋、若菜）

1969年
- 女排No.1（三條美智留、瑪倫芭）
- 酸梅星王子（太郎的母親）
- 忍者外傳（女子）※第14話
- 紅三四郎（女間諜・瑪麗）
- 多羅羅（百鬼丸的母親、萬代、縫夫人（醍醐的妻子）、妖怪萬代）

1970年
- 土包子大將（白雪毛芽子老師）
- 昆蟲物語 孤兒哈奇（女王陛下）
- 虎假面（太田孝的母親）

1971年
- 新小鬼Q太郎（第2作）（媽媽）
- 不可思議的梅摩兒（媽媽（渡弘美））

1972年
- 海王子（露卡）
- 愛正義的人 月光假面（紅蠍子=珊卓亞）
- 惡魔人（妖獸西蓮）
- 天才巴卡彭（巴卡彭的媽媽）※第70話
- 小青蛙
- 無敵鐵金剛（阿修羅男爵（女聲時））
- 孟雪莉CoCo（雪莉兒主編）

1973年
- 甜心戰士（美洲豹佐拉 其他）
- 小青蛙（旁白）
- 魯邦三世 (TV第1期)（老奶奶）
- 旺莎君（瑪美（第2代））

1974年
- 宇宙戰艦大和號（畢梅拉星女王）
- 金剛大魔神（間諜X、亞努斯侯爵）
- 昆蟲物語 新孤兒哈奇（女王陛下）
- 吉姆按鈕（妮娜）

1975年
- 法蘭德斯之犬（貴婦人）

1976年
- 小甜甜（愛蓮娜・貝克）
- 無敵龍捲風（海底將軍史塔菲、北條琴江）

1977年
- 小雙俠（冰雪女王）
- 魯邦三世 (TV第2期)（風魔忍）

1978年
- 魔女之子蒂克兒（小森春子、矢野里美）
- 宇宙海賊赫洛克船長（瑪森女王拉芙蕾西亞）

1979年
- 動畫紀行 馬可波羅的冒險（黛娜的母親）
- 銀河鐵道999（露絲、小雪的母親）
- 人造人009（第2作）（愛絲塔莎）
- 贊德人（王后）
- 巨獸王（小綠）

1980年
- 原子小金剛（第2作）（瑪麗女王）

1981年
- 百獸王（女神）

1983年
- 未來警察（瑪琳・薩貝里耶瓦）

1984年
- 玻璃假面（第1作）（旁白、姫川歌子）

2003年
- 犬夜叉（觀音掛軸）

2009年
- 櫻桃小丸子（山內小姐）

### OVA
- 無敵鐵金剛凱撒（阿修羅男爵（女聲時））

### 劇場版動畫
- 安徒生童話 人魚公主（魔女）
- 劇場版 怪物君系列
  - 怪物君 給怪物蘭德的招待（哥里基夫人）
  - 怪物君 惡魔之劍（哥里基夫人）
- 銀河鐵道999 劇場版（愛梅拉達絲（只有預告篇））
- 胡桃鉗（吉普西占卜師）
- 魔犬萊納0011變身！（女王）
- 無敵鐵金剛對抗惡魔人（阿修羅男爵（女聲時））

### 遊戲
- 惡魔城 無罪的嘆息（蘇秋芭絲）
- 超級機器人大戰系列（阿修羅男爵（女聲時））
  - 新超級機器人大戰
  - 超級機器人大戰F
  - 超級機器人大戰F完結篇
  - 超級機器人大戰α
  - 超級機器人大戰α for Dreamcast
  - 超級機器人大戰IMPACT
  - 超級機器人大戰Scramble Commander
  - 超級機器人大戰XO
- 遺跡傳奇（妙賽特）
- 純愛手札2（東條留）
- D的飯桌2（偉大的母親）

### 外語配音（海外電視劇）
- 神仙俏女巫（珊曼莎・史蒂芬斯（伊麗莎白·蒙哥馬利））
- 星際爭霸戰 （莎莉·凱勒曼）※「閃亮的眼珠」
- 神秘飛盤UFO （妮娜・貝瑞少尉）
- 麥克勞德探長 #13
- 神探可倫坡 The Greenhouse Jungle（葛羅莉亞・衛斯特）

### 外語配音（電影）
- 血染雪山堡（瑪麗（瑪麗·尤爾））
- 巫婆（愛娃・厄恩斯特（大魔女）（安潔莉卡·休斯頓））
- 惡靈線索（珊默絲愛兒修女（艾倫·鮑絲汀））
- 神仙家庭（愛麗絲・史麥森/安朵拉（莎莉·麥克琳））
- 脆弱的女人（阿嘉特（芭斯卡兒·普蒂））
- 昆蟲大戰爭（安娜貝爾（凱西·霍倫））
- 綠泥（露意絲・班森（露琪安娜·帕盧齊））
- 哥爾哥13（1973年，東映真實版（西拉的聲音））
- 深夜止步（吉安娜・布雷齊（黛莉亞·妮可羅迪））※電視版
- 美好的凱蒂（凱蒂・孟德斯（英根·史帝芬斯））
- 江湖俠侶（海倫・德・柏薩克（桃樂絲·莫蘭））
- 巨人：福賓計劃（ 克麗奧・馬克漢博士（蘇珊·克拉克））
- 特洛伊：木馬屠城（泰蒂絲（茱莉·克莉絲蒂））※軟體版
- 遠離家園（諾拉・克里斯蒂（芭芭拉·巴布考克））
- 孤獨之王（伊麗莎白·蒙哥馬利）
- 北西北（伊芙・肯德爾（愛娃·瑪麗·森特））
- 外科醫生（瑪格麗特（熱吻）・休利漢（莎莉·凱勒曼））
- 睡人（愛蓮娜・柯斯特羅（茱莉·凱夫納））

### 外語配音（動畫）
- 獅子王（沙拉碧）

### 特攝
- 宇宙鐵人兄弟（嘉布林王后的聲音（第二代））
- 忍者戰隊隱連者（大魔王的妹妹山姥姥的聲音）

### 其他
- 鐘紡肥皂、鐘紡家有限公司、鐘紡化妝品等等，直到永恆，成為鐘紡的聲音（CM旁白）
- 山茶花鑽石「銀座寶石薪」（CM旁白）
- 鹽野義製藥（旁白（第2代））
- 世界我的心之旅（旁白）

## 外部連結
- 公開簡歷（页面存档备份，存于）